# Провинција Бичу
Бичу (јап. 備中国) је једна од 66 историјских провинција Јапана, која је постојала од почетка 8. века (закон Таихо из 703. године) до Мејџи реформи у другој половини 19. века. Бичу се налазио на источном делу острва Хоншу, на обали Унутрашњег мора.
Царским декретом од 29. августа 1871. све постојеће провинције замењене су префектурама. Територија Бичуа одговара западном делу данашње префектуре Окајама.

## Географија
Бичу је на југу излазио на Унутрашње море. На северу се граничио са провинцијом Хоки,  на истоку са провинцијама Мимасака и Бизен, а на западу са провинцијом Бинго.